# شهرداری کمن
شهرداری کمن (به لاتین: Municipality of Komen) یک منطقهٔ مسکونی در اسلوونی است که در اسلوونی واقع شده‌است. شهرداری کمن ۱۰۲٫۷ کیلومتر مربع مساحت و ۳٬۵۱۵ نفر جمعیت دارد.